# 벵고제보군

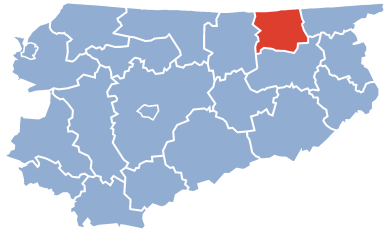
바르미아마주리주 지도에 표시된 벵고제보군의 위치

벵고제보군(폴란드어: powiat węgorzewski)은 폴란드 바르미아마주리주에 위치한 군으로 군청 소재지는 벵고제보이며 면적은 693.43km2, 인구는 23,641명(2006년 기준), 인구 밀도는 34명/km2이다.
동쪽으로는 고우다프군, 남쪽으로는 기지츠코군, 서쪽으로는 켕트신군과 접하며 북쪽으로는 러시아 칼리닌그라드주와 국경을 접한다. 3개 지방 자치체(1개 도시형 농촌, 2개 농촌)를 관할한다.

군기
군 문장